# Yingbei
Yingbei (kinesiska: 鹰背乡, 鹰背) är en socken i Kina. Den ligger i provinsen Sichuan, i den sydvästra delen av landet, omkring 350 kilometer öster om provinshuvudstaden Chengdu. Antalet invånare är 6 585. Befolkningen består av 3 250 kvinnor och 3 335 män. Barn under 15 år utgör 30 %, vuxna 15-64 år 58 %, och äldre över 65 år 10,0 %.
Genomsnittlig årsnederbörd är 1 660 millimeter. Den regnigaste månaden är september, med i genomsnitt 325 mm nederbörd, och den torraste är december, med 10 mm nederbörd.